# 卢群
卢群（741年—800年），字载初，范阳人，出自范阳卢氏北祖大房，北魏固安伯卢道舒的后裔，唐朝官员。

## 生平
少好读书，求学于太安山。大历八年（773年），淮南节度使陈少游聘为从事。兴元元年（784年），为江西节度使嗣曹王李皋奏为判官，再随府移镇江陵、襄阳。入京为监察御史。歷官兵部郎中，以劲正闻，官至郑滑节度使。贞元十六年（800年）十月卒，时年五十九。

## 延伸阅读
[在维基数据编辑]
 《舊唐書·卷140》，出自刘昫《舊唐書》
 《新唐書·卷147》，出自《新唐書》